# 시그트뤼그 카흐

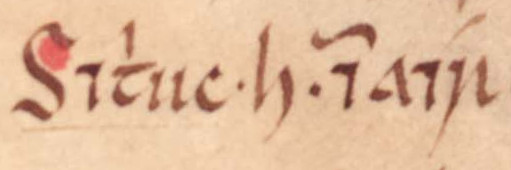

시그트뤼그(고대 노르드어: Sigtryggr), 게일어로는 시트리크 카흐(아일랜드어: Sitric Cáech, ? ~ 927년)는 10세기 초 더블린과 요르비크를 지배한 바이킹 지도자이다. 이바르의 손자로서 이바르 왕조의 일원이다. 시그트뤼그는 902년 에린의 게일인들에 의해 바이킹 노르드인들이 더블린에서 쫓겨났을 때 도망간 사람들 중 한 명이었던 것 같으며, 그 이후 잉글랜드의 데인라그 동부에 영지를 갖고 살았다. 917년, 시그트뤼그와 그의 일가붙이 뢰근발드 우어 이바르는 각각 함대를 이끌고 에린 땅에 도래하여 현지인 왕들을 상대로 여러 번 승리를 거두었다. 시그트뤼그는 더블린을 탈환하고 스스로를 왕으로 선언했으며, 뢰근발드는 잉글랜드로 돌아가서 요르비크 왕이 되었다. 919년, 노르드인들을 에린에서 다시 축출하기 위해 게일인 군주들의 동맹이 형성되어 아흐 클리어흐 전투가 벌어졌고, 시그트뤼그가 승리했다. 이 전투에서 북이넬의 상급왕(rí tuath; 3-4개 정도의 왕을 하위에 거느린 왕)이자 에린의 지고왕인 니얼 글룬두브를 비롯해 여섯 명의 게일인 왕이 죽었다.
920년 시그트뤼그는 더블린을 떠나 노섬브리아, 즉 요르비크로 갔고 일가붙이 구드뢰드 우어 이바르가 더블린 왕위를 이어받았다. 같은 해 시그트뤼그는 체셔 데이븐포트를 공격했는데, 이는 앵글로색슨인 군주 에드워드 장형왕(앨프리드 대왕의 장남)에 대한 방어행동의 일환이었을 수 있다. 921년 뢰근발드가 죽자 시그트뤼그가 요르비크 왕위를 계승했다. 이후 군사분쟁이 있었다는 문헌상의 기록은 없지만, 화폐학적 증거에 따르면 이후 몇 년에 걸쳐 바이킹 세력이 머시아의 대부분을 재정복했다. 노섬브리아의 바이킹 노르드인과 남쪽의 앵글로색슨인은 926년 강화를 맺었고 시그트뤼그는 애설스탠의 누이(아마 성녀 에디스로 추측)와 결혼했다. 또 시그트뤼그는 기독교로 개종했으나, 얼마 되지 않아 도로 노르드 신화 신앙으로 재개종했다. 시그트뤼그는 927년 사망했고 구드뢰드 우어 이바르가 왕위를 이었다. 시그트뤼그의 아들들 중 구드뢰드 시그트뤼그손은 나중에 더블린의 왕이 되었고, 하랄드 시그트뤼그손은 리머릭의 왕이 되었고, 올라프 크바란은 더블린과 요르비크의 왕을 겸했다.
| 이바르 우어 이바르 | 제7대 더블린 국왕 917년–920년 | 구드뢰드 우어 이바르 |

| 뢰근발드 우어 이바르 | 제10대 요르비크 국왕 921년–927년 | 구드뢰드 우어 이바르 |

| 뢰근발드 우어 이바르 | 제2대 밝은 이방인과 어두운 이방인의 왕 921년–927년 | 구드뢰드 우어 이바르 |